# Mike Rockenfeller
Mike "Rocky" Rockenfeller, född den 31 oktober 1983 i Neuwied, är en tysk professionell racerförare och fabriksförare för Audi Sport i bland annat DTM.

## Racingkarriär
Rockenfeller körde GT-bilar i inledningen av sin karriär, och en rad fina resultat gjorde att Audi fick upp ögonen för honom, och gav honom en sits i en årsgammal modell 2007. Han tackade för förtroendet med att bli trea redan i sitt andra race i serien. Belöningen kom i form av ett dubbeluppdrag för 2008. Han har kört både sportvagnsracing och DTM för Audi. Rockenfeller vann Le Mans 24-timmars 2010 och säsongen 2013 blev han mästare i DTM.

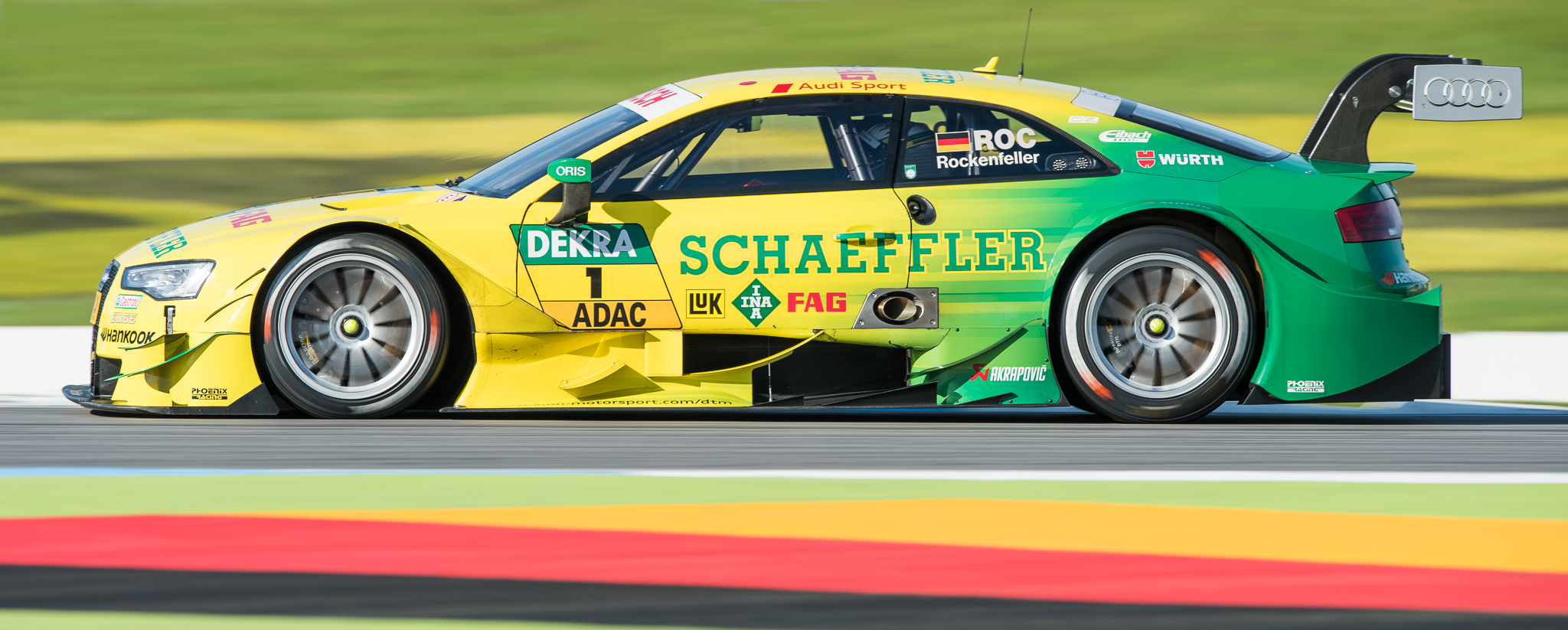
Mike Rockenfeller, DTM 2014 - Hockenheimring.